# إميليو أريناليس كاتالان
إيميليو أريناليس كاتالان (بالإسبانية: Emilio Arenales Catalán)‏ (10 مايو 1922 - 17 أبريل 1969) كان وزير خارجية غواتيمالا من 1966 إلى 1969 ورئيس الجمعية العامة للأمم المتحدة الثالثة والعشرين من 1968 إلى 1969. ولد ومات في مدينة غواتيمالا.

## السيرة الذاتية
ولد السيد أرناليس في مدينة غواتيمالا. حصل على درجة بكالوريوس العلوم والآداب من معهد موديلو في مدينة غواتيمالا (1932-1949) وشهادة العلوم القانونية من جامعة سان كارلوس دي غواتيمالا (1940-1945).
تزوج السيد أرناليس في عام 1946 من لوسي دوريون كاباروس (مطلقة). كان لديهما أربعة أبناء.

## روابط خارجية
- إميليو أريناليس كاتالان على موقع مونزينجر (الألمانية)